# La Vie, l'Amour, la Mort
La Vie, l'Amour, la Mort és una pel·lícula dirigida per Claude Lelouch i estrenada el 1969.

## Argument
François Toledo, obrer casat i pare de família, coneix l'amor boig amb Janine, una col·lega de treball. Però el seu passat l'agafa: tres vegades, va escanyar prostitutes quan, víctima d'impotència, es va sentir deshonrat. Jutjat, serà condemnat a mort i després guillotinat.

## Repartiment
- Amidou: François Toledo
- Caroline Cellier: Caroline
- Janine Magnan: Janine
- Marcel Bozzuffi
- Pierre Zimmer
- Lisette Bersy
- Jean-Marc Allègre
- Pierre Collet
- Jean Collomb
- « El Cordobés »
- Nathalie Durrand
- Yves Gabrielli
- Annie Girardot
- Jean-Pierre Henry
- Jacques Henry
- Robert Hossein
- Rita Maiden
- Claudia Maurin
- Albert Naud
- Jean Portet
- Albert Rajau

## Premis
- Premi d'interpretació al Festival de Rio per a Amidou